# Ciechanki
Ciechanki (Łańcuchowskie) – wieś w Polsce położona w województwie lubelskim, w powiecie łęczyńskim, w gminie Puchaczów. Obok miejscowości przepływa niewielka rzeka Mogielnica, dopływ Wieprza.
| SIMC    | Nazwa             | Rodzaj    |
| ------- | ----------------- | --------- |
| 0389736 | Kolonia Ciechanki | część wsi |

Prywatna wieś szlachecka Ciochanki, położona w drugiej połowie XVI wieku w powiecie lubelskim województwa lubelskiego. 
Na terenie wsi utworzono dwa sołectwa Ciechanki i Ciechanki Kolonia. Według Narodowego Spisu Powszechnego z roku 2011 wieś liczyła 699 mieszkańców.

## Historia
W 1317 r. wieś Ciechanice rodu Firlejów otrzymała prawo średzkie, a w 1330 r. zmieniono je na prawo magdeburskie. W średniowieczu wieś była częścią klucza łańcuchowskiego, a od połowy XVI w. stanowiła własność Orzechowskich. Od II poł. XVII do końca XVIII w. była to kolejno posiadłość: Noskowskich, Suchodolskich, Spinków, Suffczyńskich i Popławskich. Ludność słowiańska wyznania prawosławnego miała swoją cerkiew parafialną pw. Przemienienia Pańskiego, zamkniętą w okresie kalwinizmu i unii brzeskiej. Ok. 1626 r. Ciechanki były dużą wsią na 23 półłankach. Nazywano je od 1827 r. Ciechankami łańcuchowskimi. Pod koniec XIX w. funkcjonowała tu gorzelnia, wyrabiająca rocznie produkt o wartości 36 000 rubli srebrem.
Strażnik litewski Stanisław Potocki sprzedał w 1725 roku Ciechanki hetmanowi polnemu koronnemu i wojewodzie podlaskiemu Stanisławowi Mateuszowi Rzewuskiemu.
Okres międzywojenny to rozwój majątku, który stał się własnością rodu Lachertów. W tym czasie architekt Bohdan Lachert przebudował w duchu modernistycznym dwór swojego ojca Wacława. Majątek po II wojnie światowej został przez komunistów poddany kolektywizacji.
W latach 1954–1972 wieś należała i była siedzibą władz gromady Ciechanki. W latach 1975–1998 miejscowość należała administracyjnie do ówczesnego województwa lubelskiego.

## Zabytki
- Zespół folwarczno-dworski z drugiej połowy XIX wieku z parkiem o pow. 2,5 ha[11]. Dwór został przebudowany przez Bohdana Lacherta. Była to pierwsza realizacja B. Lacherta upraszczająca w duchu modernistycznym formę dworu polskiego. Od września 1939 u Lechertów przebywali m.in.: Jan i Karol Małcużyńscy, Józef Szanajca, Władysław Anders[12], natomiast w lutym 1945 r. Anna Kowalska z mężem Jerzym, Jerzy Kreczmar z rodziną, Irena i Jan Parandowski, Bronisława i Julian Przyboś, Kazimierz Wroczyński, Mirosław Żuławski z synem Andrzejem[13].
- We wsi znajduje się cmentarz wojenny ze szczątkami 143 żołnierzy niemieckich i zbiorowa mogiła, w której pochowano 135 rosyjskich żołnierzy, poległych w starciu mającym miejsce 2 sierpnia 1915 r. podczas I wojny światowej.